# Associazione Calcio Legnano 1987-1988
Questa voce raccoglie le informazioni riguardanti l'Associazione Calcio Legnano nelle competizioni ufficiali della stagione 1987-1988.

## Stagione

Vincenzo Chiarenza, al Legnano dal 1987 al 1988

Prima dell'inizio della stagione, nel giugno del 1987, Giovanni Mari si dimette dalla carica di presidente del Legnano. A Mari succede l'amico e collaboratore Ferdinando Villa. La nuova dirigenza, alla luce del disastroso campionato precedente, decide di rafforzare la squadra con l'obiettivo di puntare alla promozione in Serie C1. 

La sfida di campionato tra Legnano e Chievo del 25 ottobre 1987

Per quanto concerne il calciomercato, vengono acquistati i portieri Alberto Dal Molin e Gianluigi Valleriani, i difensori Alessandro Dozio Enrico Pedretti e Davide Biolcati, i centrocampisti Mauro Antonioli e Alessandro Marcellino e gli attaccanti Andrea Bertini e Valerio Mazzucato. Tra le partenze, ci sono quelle di dei portieri Ruggero Aiani e Dario Cantoni, i difensori Luigi Cappelletti, Enrico Leoni, Mauro Mosconi e Fabrizio Zoppellaro, i centrocampisti Maurizio Grosselli, Sandro Pietta e Loris Boni e l'attaccante Virginio Araldi. Sulla panchina lilla viene chiamato Mauro Bicicli.
Nella stagione 1987-88 il Legnano disputa il girone B della Serie C2, arrivando 6º in classifica con 32 punti, a 9 lunghezze dalla zona promozione. Degni di nota sono le vittorie nei derby con Pro Patria (per 4 a 1) e Varese (per 3 a 2). I Lilla pagano soprattutto un altalenante girone di andata, a cui segue un ottimo girone di ritorno. Invece, in Coppa Italia Serie C, il Legnano, dopo essere giunto primo nel girone B ed aver battuto il Telgate nei sedicesimi di finale, viene eliminato agli ottavi dalla Reggiana.
Poco prima dell'inizio della stagione, l'8 settembre, muore Giovanni Mari: per commemorarlo, l'11 ottobre, in occasione del sentitissimo derby con la Pro Patria, lo Stadio Comunale di via Pisacane viene dedicato all'indimenticato presidente scomparso. Durante la stagione è ventilata l'ipotesi di fusione tra la Pro Patria e il Legnano, proposta che non ebbe seguito.

## Divise e sponsor
| Casa |

## Organigramma societario
Area direttiva
- Presidente: comm. Ferdinando Villa
- Segretario: Vincenzo Ferrario

Area tecnica
- Allenatore: Mauro Bicicli
- Direttore sportivo: Luciano Sassi

## Rosa
| N. |                   | Ruolo | Calciatore         |
| -- | ----------------- | ----- | ------------------ |
|    | Italia (bandiera) | C     | Mauro Antonioli    |
|    | Italia (bandiera) | D     | Belinghieri        |
|    | Italia (bandiera) | A     | Andrea Bertini     |
|    | Italia (bandiera) | C     | Davide Biolcati    |
|    | Italia (bandiera) | C     | Paolo Capra        |
|    | Italia (bandiera) | D     | Vincenzo Chiarenza |
|    | Italia (bandiera) | D     | Giovanni Cozzi     |
|    | Italia (bandiera) | P     | Alberto Dal Molin  |
|    | Italia (bandiera) | D     | Alessandro Dozio   |
|    | Italia (bandiera) | C     | Sergio Elli        |

| N. |                   | Ruolo | Calciatore            |
| -- | ----------------- | ----- | --------------------- |
|    | Italia (bandiera) | C     | Luca Landonio         |
|    | Italia (bandiera) | C     | Diego Lavelli         |
|    | Italia (bandiera) | C     | Alessandro Marcellino |
|    | Italia (bandiera) | A     | Valerio Mazzucato     |
|    | Italia (bandiera) | D     | Enrico Pedretti       |
|    | Italia (bandiera) | D     | Alessandro Ranghetti  |
|    | Italia (bandiera) | A     | Massimo Rovellini     |
|    | Italia (bandiera) | A     | Luigi Tirapelle       |
|    | Italia (bandiera) | P     | Gianluigi Valleriani  |
|    | Italia (bandiera) | D     | Luigi Zubiani         |

## Risultati

### Campionato

#### Girone di andata
| Arbitro: | Scardia (Lecce) |

|  |           |               |
|  | Marcatori | 85’ Rovellini |

| Arbitro: | Cirotti (Roma) |

|                              |           |                            |
| Bertini 32’ Marcellino 90+1’ | Marcatori | 63’ Schincaglia 83’ Tonini |

| Arbitro: | Magliulo (Torre Annunziata) |

|  |           |                |
|  | Marcatori | 76’ Marcellino |

| Legnano 11 ottobre 1987 4ª giornata | Legnano           | 0 – 0 | Pro Patria | Stadio Giovanni Mari\| Arbitro: \| Gazzetta (Mestre) \| |
| Arbitro:                            | Gazzetta (Mestre) |       |            |                                                         |

| Voghera 18 ottobre 1987 5ª giornata | Vogherese         | 0 – 0 | Legnano | Stadio Comunale\| Arbitro: \| Copercini (Parma) \| |
| Arbitro:                            | Copercini (Parma) |       |         |                                                    |

| Arbitro: | Rossignoli (Firenze) |

|  |           |                |
|  | Marcatori | 44’ Bortolutti |

| Arbitro: | Fiori (Ravenna) |

|            |           |  |
| Zerbio 88’ | Marcatori |  |

| Arbitro: | Di Savino (Foggia) |

|              |           |                            |
| Biolcati 78’ | Marcatori | 44’ Marescalco 81’ Benetti |

| Arbitro: | Scarcelli (Cosenza) |

|            |           |               |
| Luxoro 55’ | Marcatori | 31’ Ranghetti |

| Arbitro: | Costamagna (Torino) |

|             |           |                           |
| Bertini 17’ | Marcatori | 16’ Porciatti 57’ Mazzola |

| Arbitro: | Braschi (Prato) |

|                                            |           |  |
| Tirapelle 66’ Marcellino 81’ Mazzucato 82’ | Marcatori |  |

| Arbitro: | Pala (Alghero) |

|                                                    |           |             |
| Lenarduzzi 53’ (rig.) Gava 56’, 69’ Marchesani 59’ | Marcatori | 50’ Bertini |

| Arbitro: | Scardia (Lecce) |

|                         |           |              |
| Guerra 80’ Malaguti 82’ | Marcatori | 63’ Landonio |

| Arbitro: | Merlino (Torre del Greco) |

|                |           |               |
| Marcellino 29’ | Marcatori | 87’ Pevarello |

| Arbitro: | Rocchi (Roma) |

|             |           |             |
| Scienza 54’ | Marcatori | 72’ Bertini |

| Arbitro: | Moro (San Donà di Piave) |

|             |           |  |
| Bertini 81’ | Marcatori |  |

| Arbitro: | G. Baldas (Trieste) |

|             |           |                                            |
| Putelli 60’ | Marcatori | 44’, 71’, 86’ Tirapelle 74’, 90+1’ Bertini |

#### Girone di ritorno
| Arbitro: | Forte (Aosta) |

|                                    |           |  |
| Rovellini 62’ (rig.) Tirapelle 89’ | Marcatori |  |

| Arbitro: | Pala (Alghero) |

|                                       |           |              |
| Biancuzzi 25’ Buffone 44’, 90’ (rig.) | Marcatori | 61’ Pedretti |

| Arbitro: | Benazzoli (Bassano del Grappa) |

|               |           |               |
| Rovellini 62’ | Marcatori | 52’ Pescatori |

| Arbitro: | Borghesi (Rimini) |

|                 |           |                                               |
| Testamulata 35’ | Marcatori | 19’, 85’ Tirapelle 55’ Rovellini 59’ Landonio |

| Arbitro: | Marchese (Napoli) |

|                              |           |  |
| Landonio 81’ Tirapelle 90+1’ | Marcatori |  |

| Arbitro: | Scarcelli (Cosenza) |

|                   |           |                      |
| Fiorio 53’ (rig.) | Marcatori | 59’ (rig.) Rovellini |

| Arbitro: | Mughetti (Cesena) |

|                            |           |              |
| Pedretti 26’ Tirapelle 35’ | Marcatori | 39’ Bocchinu |

| Alessandria 20 marzo 1988 25ª giornata | Alessandria         | 0 – 0 | Legnano | Stadio Giuseppe Moccagatta\| Arbitro: \| G. Baldas (Trieste) \| |
| Arbitro:                               | G. Baldas (Trieste) |       |         |                                                                 |

| Arbitro: | Pala (Alghero) |

|               |           |               |
| Antonioli 34’ | Marcatori | 63’ Melchiori |

| Arbitro: | Zucchini (Bologna) |

|                                  |           |                              |
| Verdicchio 38’ (rig.) Serami 89’ | Marcatori | 28’, 85’ Marcellino 53’ Elli |

| Arbitro: | Colbertardo (Bassano del Grappa) |

|  |           |             |
|  | Marcatori | 63’ Bertini |

| Arbitro: | Taverniti (Roma) |

|                      |           |               |
| Rovellini 21’ (rig.) | Marcatori | 14’ Marchesan |

| Arbitro: | Magliulo (Torre Annunziata) |

|                                        |           |  |
| Cozzi 25’ Tirapelle 29’ Marcellino 76’ | Marcatori |  |

| Arbitro: | Stafoggia (Pesaro) |

|                  |           |  |
| Cozzi 27’ (aut.) | Marcatori |  |

| Arbitro: | Forte (Marsala) |

|             |           |             |
| Bertini 65’ | Marcatori | 20’ Ghedini |

| Arbitro: | Falca (Pinerolo) |

|                            |           |             |
| Mottalini 75’ Garbelli 88’ | Marcatori | 49’ Bertini |

| Arbitro: | Rungger (Bolzano) |

|                                                         |           |                     |
| Cavalletti 6’ (aut.) Tirapelle 8’ Cozzi 63’ Bertini 85’ | Marcatori | 16’, 51’ Pernarella |

### Coppa Italia Serie C

#### Girone B

##### Girone d'andata
| Arbitro: | Mangerini (Brescia) |

|               |           |  |
| Mazzucato 18’ | Marcatori |  |

| Arbitro: | Ravelli (Bergamo) |

|  |           |               |
|  | Marcatori | 86’ Tirapelle |

| Legnano 30 agosto 1987 3ª giornata  | Legnano   | 5 – 4 (d.c.r.) | Varese | Stadio Comunale |
| \| \| \| \| \| \| Marcatori \| . \| |           |                |        |                 |
|                                     |           |                |        |                 |
|                                     | Marcatori | .              |        |                 |

##### Girone di ritorno
| Arbitro: | Colbertaldo (Bassano del Grappa) |

|                |           |                               |
| M. Ferrari 70’ | Marcatori | 18’ Cerrone 82’ (aut.) Fantuz |

| Arbitro: | Bizzarri (Ferrara) |

|                            |           |            |
| Marcellino 56’ Bertini 59’ | Marcatori | 5’ Pessina |

| Varese 13 settembre 1987 6ª giornata | Varese | 1 – 0 | Legnano | Stadio Franco Ossola |

#### Sedicesimi di finale
| Telgate 16 novembre 1987 Andata     | Telgate   | 1 – 1 | Legnano | Stadio Comunale |
| \| \| \| \| \| \| Marcatori \| . \| |           |       |         |                 |
|                                     |           |       |         |                 |
|                                     | Marcatori | .     |         |                 |

| Legnano 6 gennaio 1988 Ritorno      | Legnano   | 7 – 6 (d.c.r.) | Telgate | Stadio Giovanni Mari |
| \| \| \| \| \| \| Marcatori \| . \| |           |                |         |                      |
|                                     |           |                |         |                      |
|                                     | Marcatori | .              |         |                      |

#### Ottavi di finale
| Legnano 3 febbraio 1988 Andata      | Legnano   | 1 – 1 | Reggiana | Stadio Giovanni Mari |
| \| \| \| \| \| \| Marcatori \| . \| |           |       |          |                      |
|                                     |           |       |          |                      |
|                                     | Marcatori | .     |          |                      |

| Reggio Emilia 17 febbraio 1988 Ritorno | Reggiana  | 1 – 0 | Legnano | Stadio Mirabello |
| \| \| \| \| \| \| Marcatori \| . \|    |           |       |         |                  |
|                                        |           |       |         |                  |
|                                        | Marcatori | .     |         |                  |

## Statistiche

### Statistiche di squadra
| Competizione         | Punti | Totale | Totale | Totale | Totale | Totale | Totale | DR  |
| Competizione         | Punti | G      | V      | N      | P      | Gf     | Gs     | DR  |
| -------------------- | ----- | ------ | ------ | ------ | ------ | ------ | ------ | --- |
| Serie C2             | 38    | 34     | 13     | 12     | 9      | 48     | 35     | +13 |
| Coppa Italia Serie C | 14    | 6      | 4      | 1      | 1      | 7      | 4      | +3  |

### Statistiche dei giocatori
| Giocatore     | Serie C2 | Serie C2 |
| Giocatore     | Presenze | Reti     |
| ------------- | -------- | -------- |
| M. Antonioli  | 26       | 1        |
| Belinghieri   | 3        | 0        |
| A. Bertini    | 32       | 11       |
| D. Biolcati   | 26       | 1        |
| P. Capra      | 25       | 0        |
| V. Chiarenza  | 18       | 0        |
| G. Cozzi      | 28       | 2        |
| A. Dal Molin  | 33       | 0        |
| A. Dozio      | 13       | 0        |
| S. Elli       | 26       | 1        |
| L. Landonio   | 28       | 3        |
| D. Lavelli    | 18       | 0        |
| A. Marcellino | 30       | 7        |
| V. Mazzucato  | 16       | 1        |
| E. Pedretti   | 30       | 2        |
| A. Ranghetti  | 12       | 1        |
| M. Rovellini  | 31       | 6        |
| L. Tirapelle  | 31       | 11       |
| G. Valleriani | 1        | 0        |
| L. Zubiani    | 4        | 0        |